# Mémoriaux du mur du ghetto de Varsovie
Les mémoriaux du mur du ghetto de Varsovie – sont un ensemble de 22 plaques commémoratives rappelant les limites ghetto de Varsovie dans les quartiers Wola et Śródmieście.
Les monuments commémorent dans l'espace urbain de la Varsovie d'aujourd’hui les points extrêmes du quartier juif. Ils sont créés à la place des portails, des ponts de bois au-dessus des quartiers aryens et des bâtiments importants pour les habitants du ghetto.

## Histoire et projet des mémoriaux

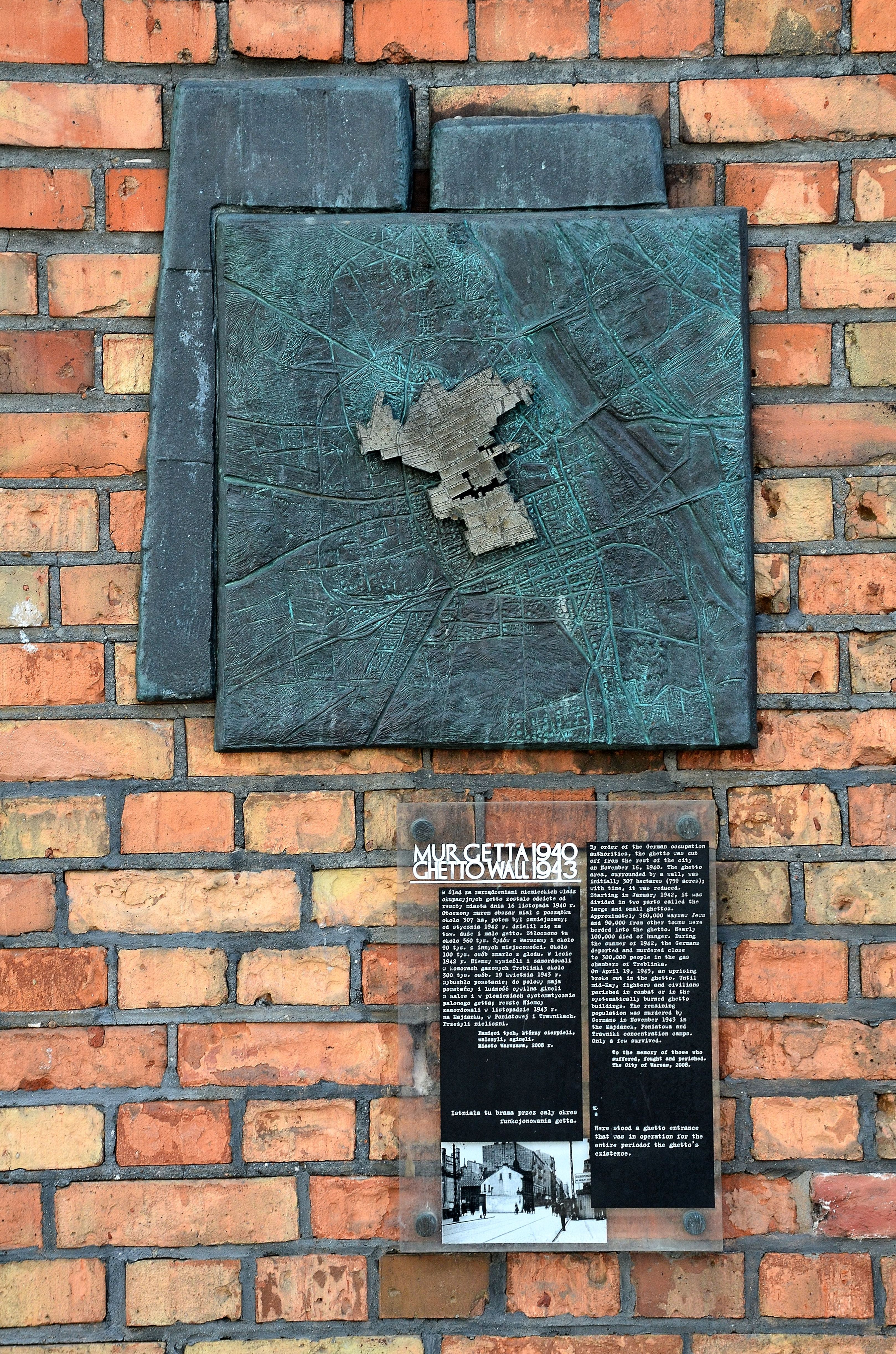
Les plaques sur le bâtiment de l’ancienne usine métallurgique Duschik i Szolce, 63 rue Żelazna.

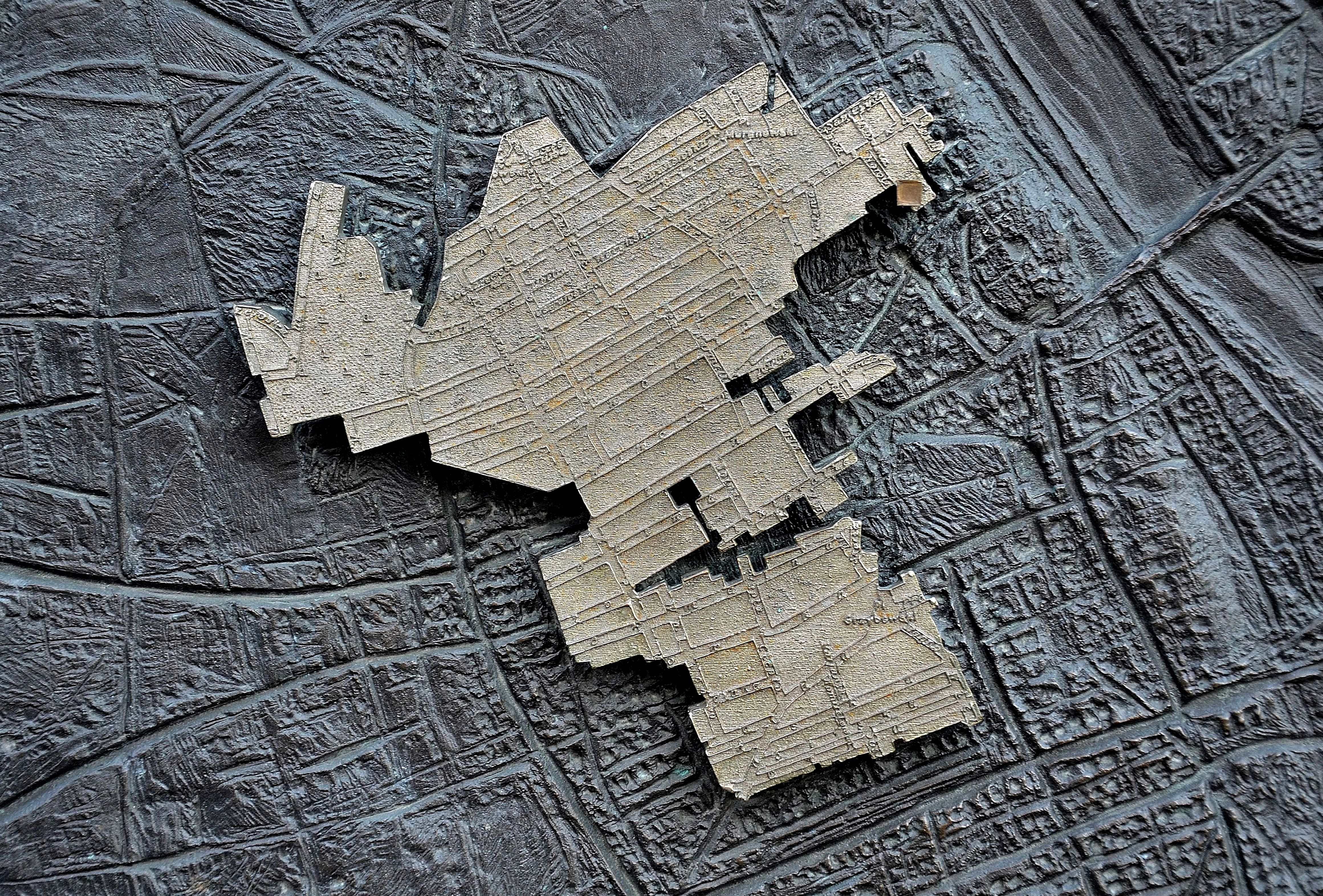
Vue rapprochée: le plan du ghetto avec la localisation des mémoriaux indiquée. (Ulica Świętokrzyska)

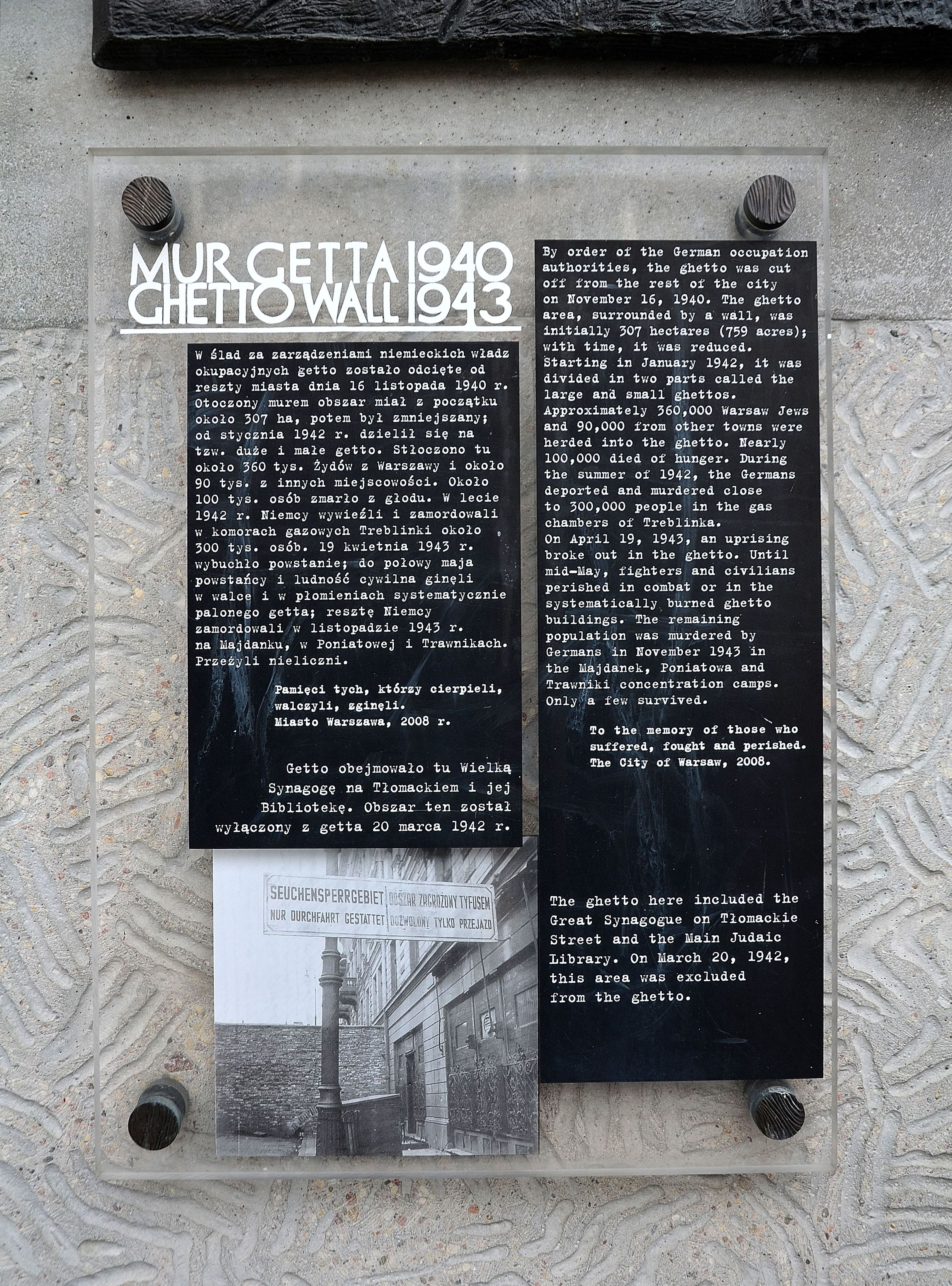
La plaque avec une information historique sur le ghetto et ses frontières (rue Bielańska).

Les employés de l’Institut historique juif et le conservateur-restaurateur de la capitale (pol. Stołeczny Konserwator Zabytków) sont les promoteurs des mémoriaux du ghetto. Les projets sont élaborés par Eleonora Bergman et Tomasz Lec en coopération avec Ewa Pustoła-Kozłowska (la répartition des mémoriaux) et Jan Jagielski (les informations historiques mises aux plaques et le choix des photographies).
Chaque mémorial se compose de trois éléments :
- d’une plaque de bronze d’une taille 60 sur 60 cm qui présente les contours du terrain du ghetto et le plan des rues de Varsovie d’avant-guerre (avec le lieu où se trouve le mémorial marqué).
- de bandes de béton d’une longueur de 25 mètres avec une inscription de fonte en deux langues MUR GETTA 1940/GHETTO WALL 1943 mises au trottoir ou au gazon qui indiquent les localisations des fragments du mur du ghetto. La date 1940-1943 n’est que symbolique, car la plupart d’endroits ont été exclus du ghetto dans les années 1941-1942, par contre l’un a été inclus au ghetto en décembre 1941, et les deux en janvier 1942.
- d’une plaque de Plexiglas d’une taille 36 sur 50 cm qui contient une courte information en polonais et en anglais à propos du rôle des plusieurs endroits dans l’histoire du ghetto, des photographies de l’époque et une courte description de l’histoire du quartier juif :

« Suite à la décision des autorités allemandes, le ghetto a été coupé du reste de la ville le 16 novembre 1940. Le terrain, entouré de mur, comptait au début 307 ha, ensuite il a été réduit successivement, à partir du janvier 1942 il a été divisé en deux parties appelées le grand et le petit ghetto. À peu près 360 000 Juifs de Varsovie et 90 000 arrivés d’autres villes y ont été entassés. Environ 100 000 d’eux sont morts de faim. En été 1942, les Allemands ont déporté et assassiné dans les chambres à gaz à Treblinka près de 300 000 personnes. Le 19 avril 1942 le soulèvement du ghetto a éclaté, jusqu’à mi-mai les insurgés et la population civile périssent dans le combat ou dans les bâtiments du ghetto incendiés régulièrement. Le reste de la population a été assassiné en 1943 dans les camps de concentration de Majdanek, Poniatowa et Trawniki. Peu de personnes ont survécu. 
À la mémoire de ceux qui ont souffert, ont combattu et sont morts.
La ville de Varsovie, 2008 »
La plupart de plaques sont montées sur des poteaux blancs en béton, d’une hauteur de 230 cm, plantés sur le pavement. Les autres sont fixées sur les murs des bâtiments.
Les mémoriaux sont réalisés entre avril et novembre 2008. Au début, le projet consistait à marquer les frontières du ghetto dans les 21 localisations. La vingt-deuxième plaque, inaugurée le 27 janvier 2010 dans le cadre de la Journée internationale dédiée à la mémoire des victimes de l'Holocauste, a été posée sur le fragment du mur de ghetto dans la rue Sienna.
Le projet est financé par la ville de Varsovie et le Ministère de la Culture et du Patrimoine national (pol. Ministerstwo Kultury i Dziedzictwa Narodowego).

## Localisations

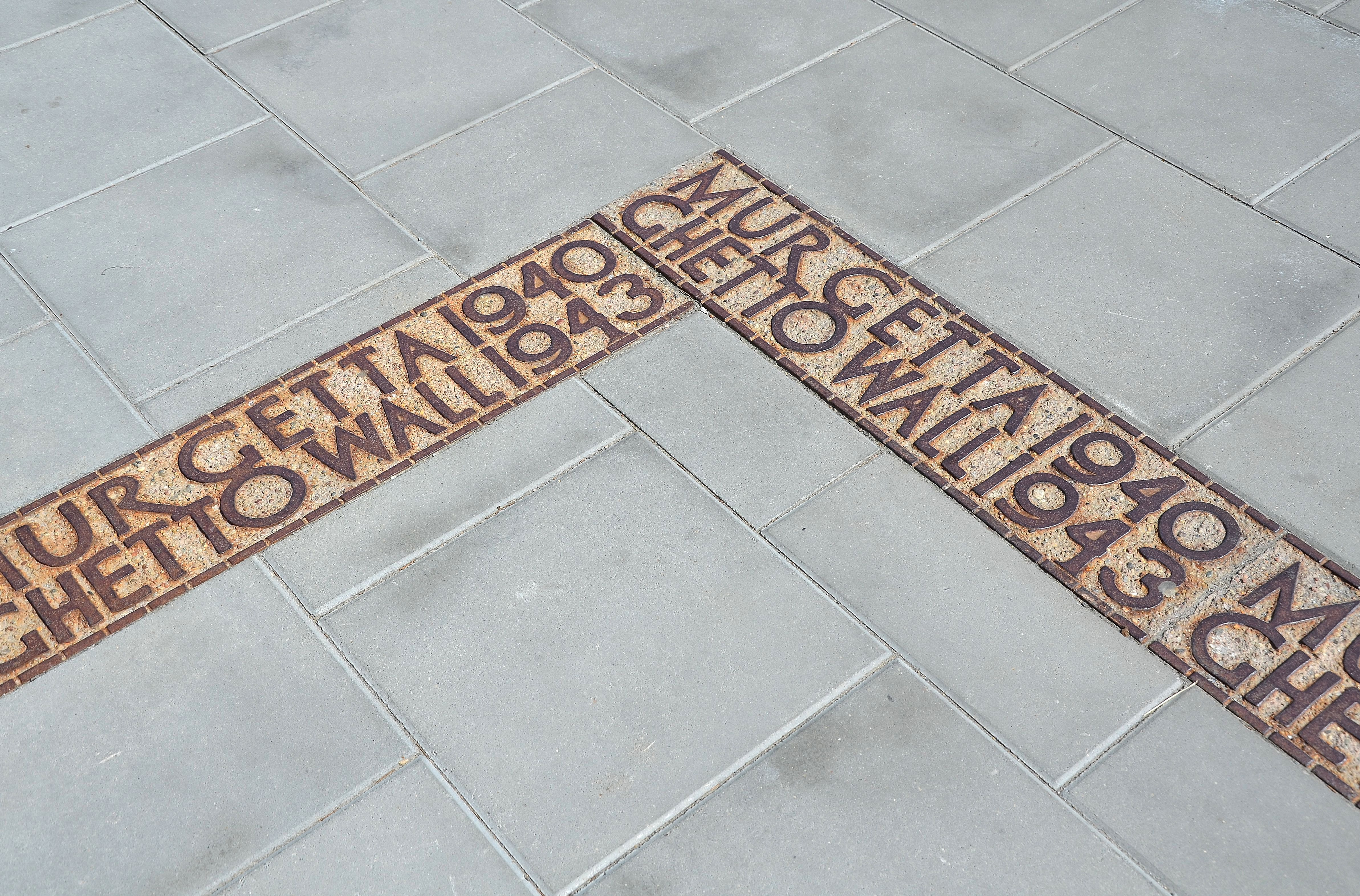
Les plaques sur les pavés près du Palais de la Culture et de la Science présentant les limites du ghetto.

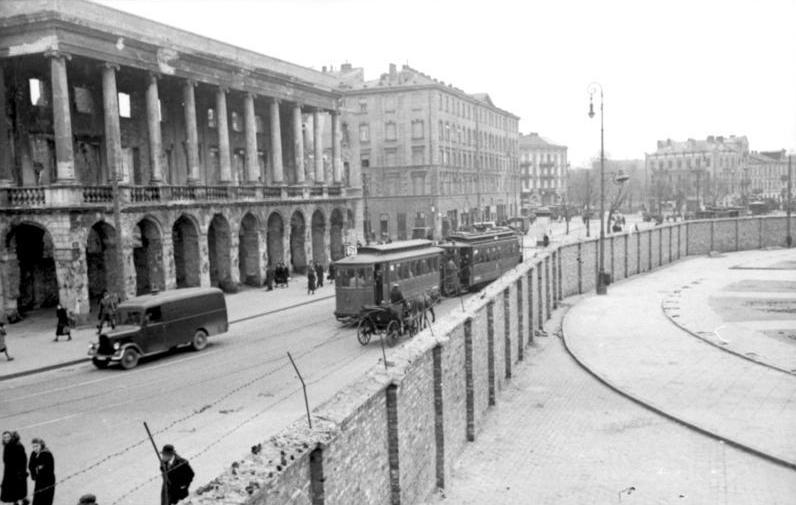
Le mur dans la place Plac Żelaznej Bramy commémoré dans l’avenue Drzewiecki.

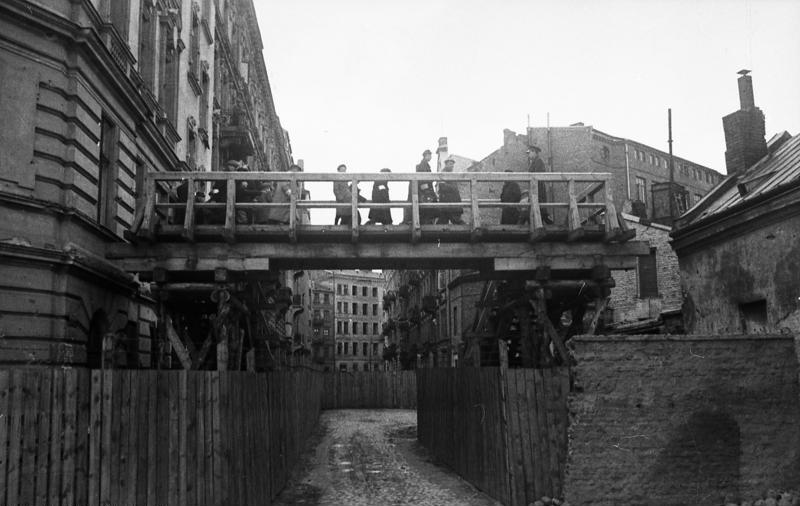
La passerelle en bois au-dessus de l’ancienne rue Przebieg (le mémorial dans la rue Bonifraterska).

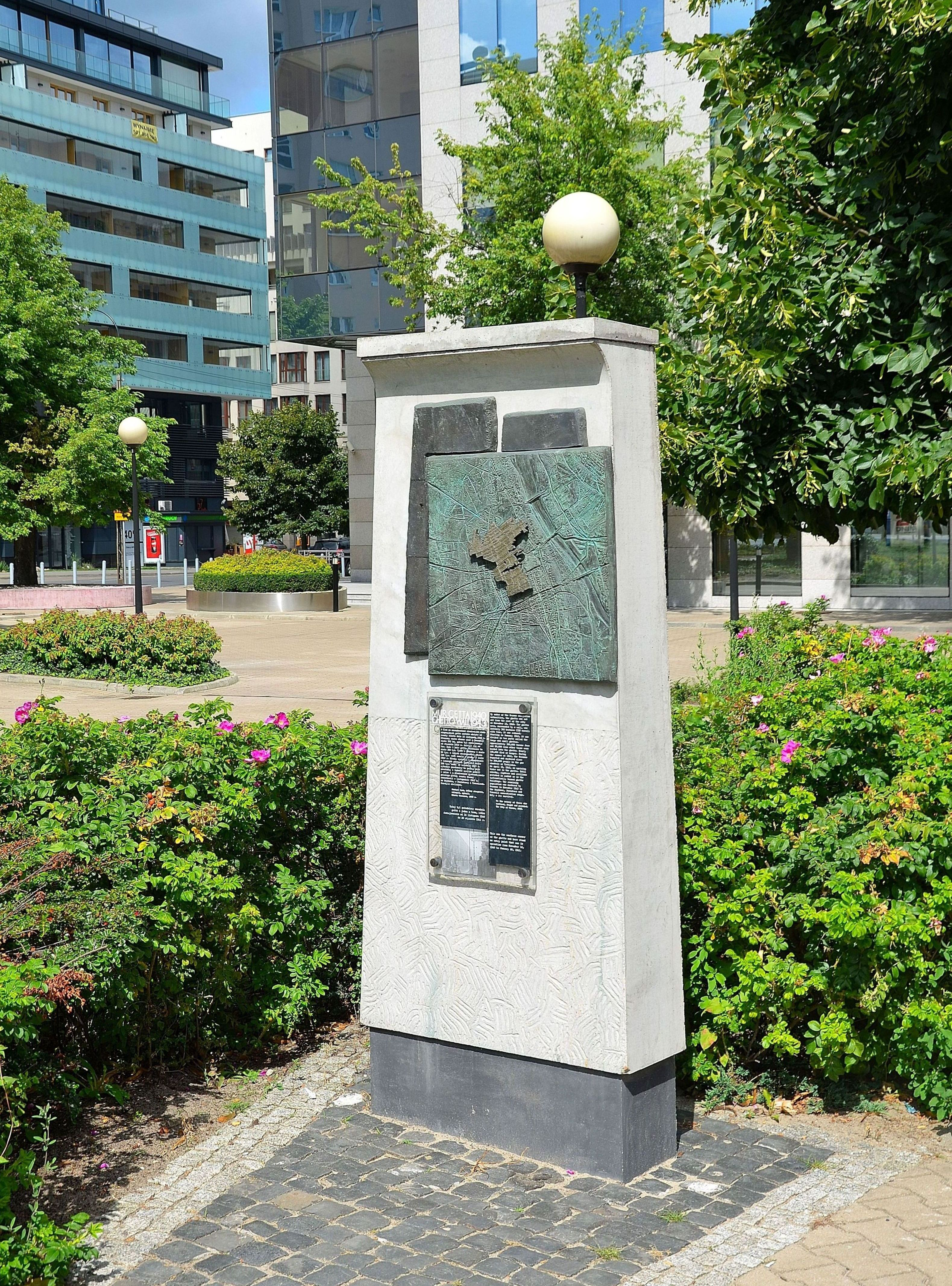
Le monument du mur du ghetto, rue Twarda.

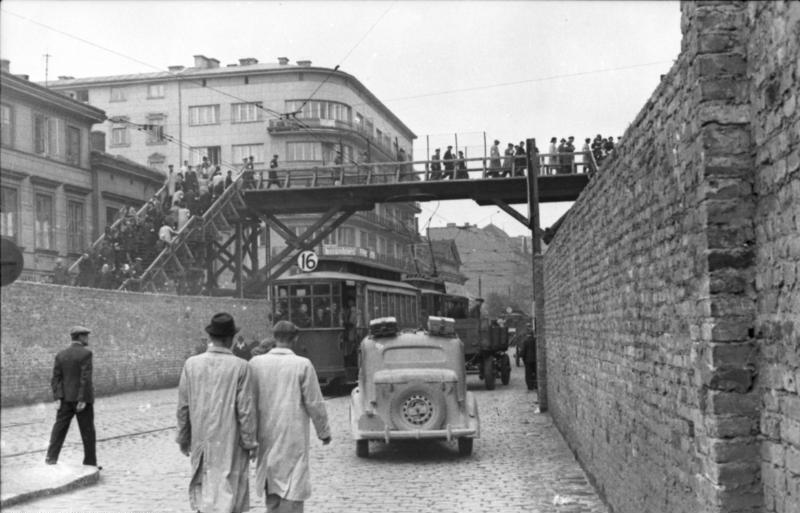
Les murs du ghetto le long de la rue Chłodna avec une passerelle en bois, reliant le grand et le petit ghetto entre janvier et août 1942

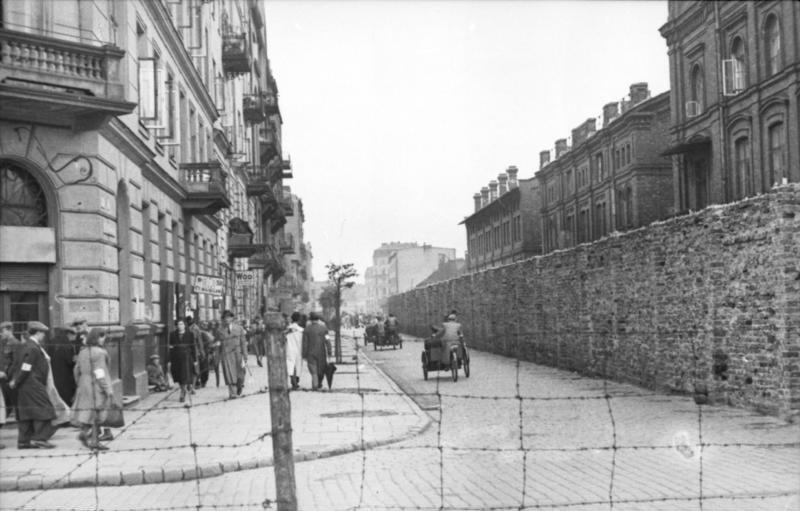
Le mur du ghetto le long de la rue Grzybowska, vu de l’intersection avec la rue Żelazna.

- Ulica Władysława Andersa, à l'angle d'Ulica Świętokrzyska – la plaque commémore l'une des principales portes du ghetto, rue Nalewki à l’époque. Le 19 avril 1943 à 5h30 du matin, les troupes allemandes accompagnées des troupes lettones et ukrainiennes sous la direction de Ferdinand von Sammern-Frankenneg sont entrées au ghetto par cette porte. Elles se sont heurtées à la résistance armée de combattants juifs[5] qui a fait naître le soulèvement du ghetto de Varsovie.
- Rue Bielańska, à l'angle de la rue A.Corazzi – le ghetto englobe la grande synagogue de Varsovie et la Bibliothèque Centrale Judaïque. Ce fragment du quartier Śródmieście a été exclu du ghetto le 20 mars 1942.
- Ulica Bonifraterska (pl), près d'Ulica Międzyparkowa (pl), à l’angle des rues Bonifraterska et Żoliborska il se trouve le coin nord-est du ghetto. Au-dessus du côté nord de la rue Przebieg on a construit une des quatre passerelles en bois du ghetto de Varsovie[6].
- Ulica Chłodna (pl), à l'angle de la rue Elektoralna – la plaque commémore le bâtiment des tribunaux municipaux (exlus du ghetto) et la rue Biała. Ce bâtiment était un lieu de rencontres des habitants du ghetto avec des personnes venus du dehors ; jusqu’au septembre 1942 il était également un point d’échappement des Juifs à la zone aryenne[7]. Après la guerre, la rue Biała, menant au bâtiment des tribunaux, a été reconstruite environ 200 mètres vers l’ouest.
- Ulica Chłodna, près d'Ulica Żelazna (pl) – la plaque commémore l’exclusion du ghetto en décembre 1941 du terrain limité par des rues Leszno, Wronia, Grzybowska et Żelazna, et en conséquence la division du quartier juif en deux parties : le grand et le petit ghetto. À cet endroit se trouvait aussi un des symboles de l’Holocauste – le pont en bois au-dessus de la rue Chłodna, mis à disposition des habitants du ghetto le 26 janvier 1942[8].
- 41 rue Chłodna – jusqu'en décembre 1941, au long du bâtiment dans la rue Wronia. Cet endroit marque la limite ouest du ghetto et l'emplacement d'une des 22 portes (en usage jusqu’au mois de novembre 1941). Après l'expulsion de ce fragment du quartier Wola du ghetto en décembre 1941, la limite a été déplacée au milieu de la rue Żelazna.
- Plac Defilad no 1 (le côté est de l’aile nord-est du Palais de la Culture et de la Science avec le théâtre Studio Stanisław Ignacy Witkiewic (pl) – la limite sud-est du ghetto le long des bâtiments a été déplacée le 5 octobre 1941 au milieu de la rue Sienna.
- Aleja Piotra Drzewieckiego, près de la Plac Żelaznej Bramy – à partir de cet endroit vers l’ouest jusqu’à la rue Zachodnia passait le couloir (exclu du ghetto), avec des halles marchandes Mirowski, la caserne Mirowski, l’église de St-Charles-Boromée et la rue Chłodna, qui divisait le ghetto en deux parties[9]. Les plaques commémoratives sur le mur sud des halles « Hale Mirowskie » marquent la limite nord du petit ghetto qui est passée le long des bâtiments.
- Ulica Dzika (pl), près d'Aleja Jana Pawła II – là se trouvait l'angle nord-ouest du ghetto (après un petit déplacement de la limite du ghetto vers le nord en janvier 1942).
- Ulica Dzika, à l'angle de la rue Stawki – la plaque rappelle la localisation de la porte menant vers Umschlagplatz (à partir du janvier 1942).
- 55 Rue Freta (du côté dUlica Franciszkańska (pl)) – là, se trouvait l’extrémité est du ghetto. Tout l’espace de Nowe Miasto a été exclu du ghetto en décembre 1941.
- Ulica Młynarska (pl), le mur du cimetière juif (près de la frontière avec le cimetière musulman caucasien (pl) – le mur du cimetière juif, le long de la rue Młynarska et Cimetière de Powązki, marquait la limite nord-ouest du ghetto (jusqu’au moment de l’exclusion du cimetière du ghetto en décembre 1941).
- 49/51 Ulica Okopowa (pl) du côté d'Ulica Mordechaja Anielewicza (pl), le mur du cimetière juif – une autre commémoration de la nécropole et du stade du club sportif Skra, adjacent au cimetière. Le stade était un seul grand terrain non bâti dans le ghetto. Il est devenu un lieu des tombes individuelles et des fosses communes des victimes et un lieu d’exécution. Il est commémoré aussi par le Monument des martyres Juifs et Polonais (pl). Le stade est aussi un lieu d'enterrement des victimes de l'Insurrection de Varsovie.
- 53 rue Sienna – la plaque du côté aryen (la cour du lycée Henryk Sienkiewicz d’aujourd’hui) commémore la limite du ghetto indiquée par les restes du mur entre les immeubles à 53/55 Sienna. La limite sud a été repoussée vers le milieu de la rue Sienna le 5 octobre 1941.
- L'Aleja Solidarności entre l'Opéra de chambre de Varsovie (pl) (le numéro 76b) et le bâtiment appelé Dom Dysydentów (le numéro 76a), siège de l'église évangélique réformée – la plaque commémore une « enclave évangélique » (exclue du ghetto) : L'église évangélique, Dom Dysydentów, le palais de Działyński (pl), l'hôpital évangélique et quelques autres bâtiments dans la rue Mylna de l’époque. Cette enclave, entourée des murs de ghetto, a été reliée de l'est avec une zone aryenne par un étroit passage à travers la propriété à 5 rue Przejazd, détruite en septembre 1939. Ce passage a permis au clergé et aux paroissiens d'apporter de l'aide aux Juifs du ghetto[10].
- Rue Stawki, près d'Ulica Okopowa (pl) – la limite du ghetto s’étendait le long du côté sud de la tannerie Tamler et Szwede (78 Ulica Okopowa).
- Ulica Świętokrzyska, à l'angle d'Ulica Nowiniarska (pl) – à cet endroit il se trouve l'unique fragment conservé du mur de la partie nord du ghetto.
- La rue Świętokrzyska, square Bolesław Kontrym Żmudzin – la limite est de la partie sud du ghetto a été située entre des propriétés de la rue. En mars 1941, le mur du ghetto a été déplacé vers l’ouest, dans la rue Bagno.
- Ulica Twarda (pl), à l'angle d'Ulica Złota (pl) – à cet endroit-là, se trouvait l'extrémité sud-ouest du ghetto et une de ses 22 portes (en usage entre le 16 novembre 1940 et le 20 janvier 1941).
- 63 rue Żelazna, le bâtiment de l’usine métallurgique Duschik i Szolce[11] (du côté d'Ulica Grzybowska (pl)) - à cet endroit-là, se trouvait une des portes conduisant au petit ghetto.
- La rue Żelazna, à l'angle de l'avenue Solidarnośc – les plaques sur le bâtiment d'avant-guerre, où se trouvaient les écoles numéro 10, 17, 56 et 119 à 88[12] rue Żelazna (l’Office du quartier Wola à 90 l'avenue Solidarności d’aujourd’hui) commémorent une des plus importantes portes du ghetto (à l'intersection des rues Żelazna et Leszno) et le bâtiment de la société Collegium (84 rue Leszno) où le Département du Travail et de la Statistique du Conseil juif avait son siège[9]. Le bâtiment constituait une enclave du ghetto dans la zone aryenne. En septembre 1941, il a été lié avec le ghetto par la passerelle en bois à la hauteur du premier étage, au-dessus de la rue Żelazna.

## Sources
- (pl) Cet article est partiellement ou en totalité issu de l’article de Wikipédia en polonais intitulé « Pomniki granic getta w Warszawie » (voir la liste des auteurs).